# باغ‌وحش آلبورگ
باغ‌وحش آلبورگ یک باغ‌وحش واقع در نزدیکی مرکز شهر آلبورگ، دانمارک است. هر ساله حدود ۳۷۵٬۰۰۰ مهمان از باغ‌وحش آلبورگ بازدید می‌کند. باغ وحش ۸ هکتار را پوشش می‌دهد و بیش از ۱٬۵۰۰ حیوان متعلق به ۱۲۶ گونه را نگه می‌دارد.

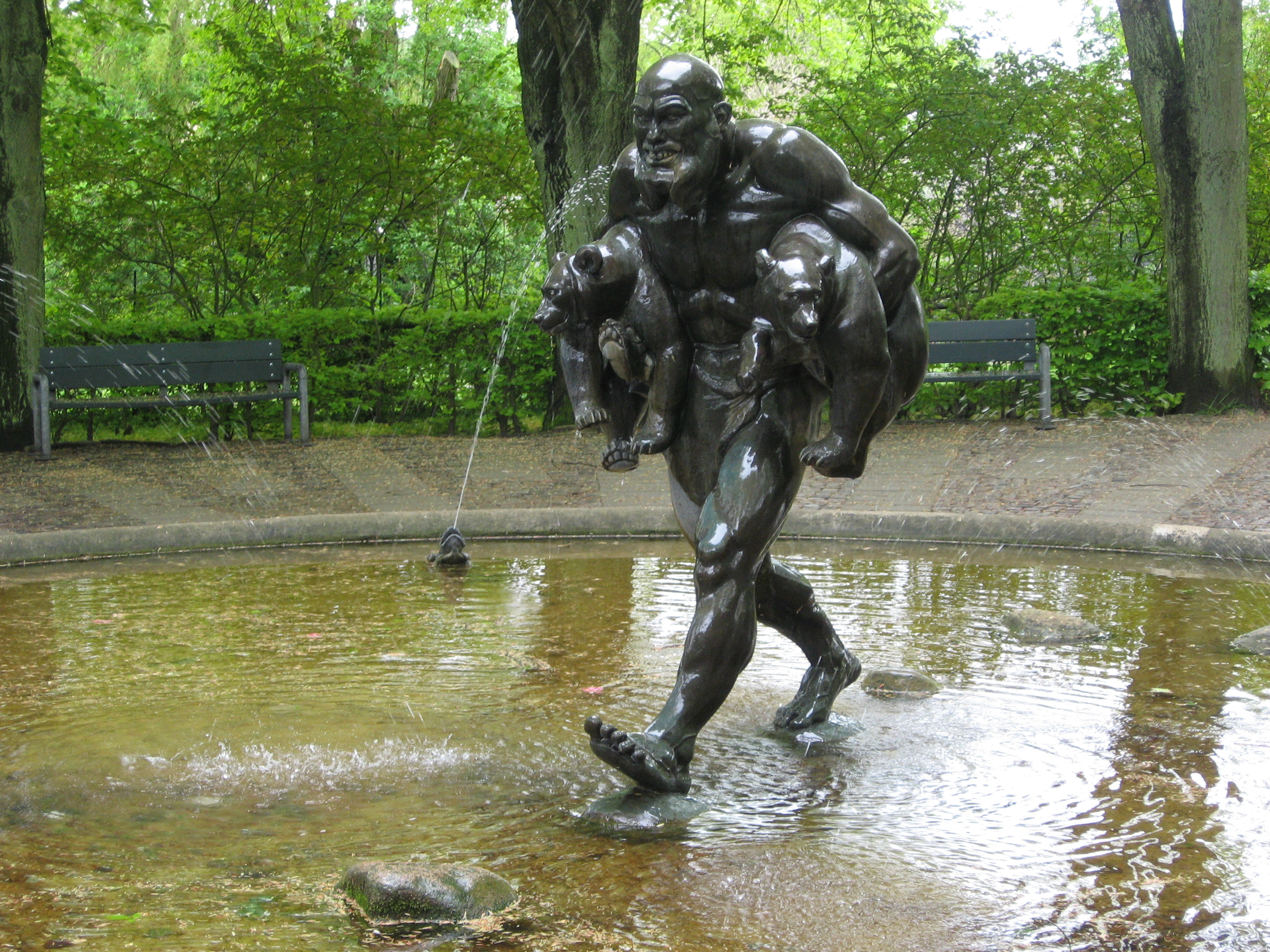
مجسمه دت گود کوپ (معامله خوب) در ورودی

در ورودی مجسمه دت گود کوپ (معامله خوب) از سال ۱۹۲۵ توسط هنرمند سی.جی. بونسن ساخته شده‌است. این مجسمه از یک کارخانه آبجوسازی به باغ‌وحش آلبورگ اهدا شد.

## تاریخچه
باغ وحش در آوریل ۱۹۳۵ افتتاح شد. در طول دهه‌های اخیر، باغ‌وحش تأکید بیشتری بر حیات و حفظ طبیعت داشته و امروزه نقش عمده‌ای در پروژه‌های مختلف جهانی در حفاظت از حیوانات، پرورش، آموزش، پژوهش و تمرکز بر تجارت منصفانه ایفا می‌کند.

## حفاظت
باغ‌وحش آلبورگ در بسیاری از برنامه‌های پرورش نژادی بین‌المللی شرکت می‌کند تا حیوانات در معرض خطر را حفظ کنند. باغ‌وحش آلبورگ گواهی محیط زیست و اولین باغ زیستگاه را کسب کرده و هدف کلی باغ‌وحش حفظ طبیعت است. باغ‌وحش آلبورگ با طرح‌های مختلف در مورد حفاظت از طبیعت و محیط زیست به کار گرفته شده‌است. به عنوان مثال باغ‌وحش آلبورگ از تلاش‌های سرخپوستان پایامینو برای حفظ ۶۰٬۰۰۰ هکتار جنگل بارانی در معرض خطر در اکوادور حمایت می‌کند.